# 銅斑嶺
71°27′S 164°22′E / 71.450°S 164.367°E
銅斑嶺（英語：Copperstain Ridge）是南極洲的山嶺，位於維多利亞地的彭內爾海岸，屬於鮑爾斯山脈的一部分，由新西蘭探險隊命名，現時由南極條約體系管理。

## 外部連結
. . United States Geological Survey.   [2011-11-24].